# 伍德福德 (加利福尼亞州)
伍德福德（英語：Woodford）是位於美國加利福尼亞州克恩縣的一個非建制地區。該地的面積和人口皆未知。

## 地理
伍德福德的座標為35°12′46″N 118°33′09″W / 35.21278°N 118.55250°W，而該地的平均海拔高度為837米（即2746英尺）。